# 女人泪
《女人泪》 (又名：女人的眼泪)，是一部中国大陆2012年拍摄，由拉风娱乐出品的女性励志剧。2012年5月杀青，2012年12月获播映证，主要讲述女饼师父的坚毅故事。2014年4月15日湖南卫视下午档播出。

## 剧情
经历丧父、失子的人生变故后，吴丽芳心灰意冷，后在女儿的日记中寻到温暖，决定开设饼铺纪念爱儿。苦口婆心求得饼铺师傅伍开云担任饼店师傅，在好友赵倩的资金资助下，思薇饼店顺利开张。因为自身经历，丽芳招聘了感情遭遇挫折的品媛、被男友牵连受过牢狱之灾的张佳贞、走不出幼时阴影的许沁到店内工作。在丽芳的帮助下，品媛保住了儿子的抚养权与父母和好如初，佳贞寻回失散多年的弟弟，许沁走出阴霾寻得真爱。开云对丽芳日久生情，拒绝赵倩的爱意。赵倩恼怒撤走饼店的资金投资，饼店一度陷入危机。丽芳几经努力，换回赵倩心意，两人和好如初。思薇饼铺里头的每个女人，都有属于自己的故事，或许过去悲伤，但是她们用真情洗涤过去的伤痛，在波澜起伏的人生中写下属于她们的美丽篇章。

## 演员阵容
| 演员   | 角色   | 关系/昵称 | 粤语配音 （南方卫视） |
| 穆婷婷 | 张佳贞 |           | 郑家蕙                |
| 陈键锋 | 伍濂山 |           | 簡懷甄                |
| 何赛飞 | 吴丽芳 |           | 姜嘉蕾                |
| 寇振海 | 伍开云 |           | 蔡忠卫                |
| 陈秀丽 | 卢品媛 |           | 馮詠恩                |
| 刘娜萍 | 许沁   |           | 王梦华                |
| 王静   | 赵倩   |           | 王綺婷                |
| 陈威翰 | 张程   |           |                       |
| 方妍心 | 李小彤 |           |                       |
| 徐申东 | 张薇   |           |                       |
| 田重   | 刘斯亮 |           |                       |
| 邓捷   | 张兆涛 |           | 邓灿阳                |
| 王岗   | 金龙师 |           |                       |
| 宫媛   | 陈玉玲 |           |                       |
| 田祥   | 张恩禾 |           |                       |

## 獎項
陈威翰出演智能障礙者「張程」，获得2014年金鷹獎最佳男配角。。